# Hesperocharis marchalii
Hesperocharis marchalii är en fjärilsart som först beskrevs av Guérin-Méneville 1844.  Hesperocharis marchalii ingår i släktet Hesperocharis och familjen vitfjärilar.
Artens utbredningsområde är Colombia. Inga underarter finns listade i Catalogue of Life.